# Takahiro Ōgihara
Takahiro Ōgihara (扇原 貴宏 Ōgihara Takahiro?, Higashi-ku, Sakai, Osaka) 5 de octubre de 1991 es un futbolista japonés que juega como mediocampista en el Vissel Kobe de la J1 League de Japón.

## Clubes
| Club                | País  | Año       |
| ------------------- | ----- | --------- |
| Cerezo Osaka        | Japón | 2010-2016 |
| Nagoya Grampus      | Japón | 2016      |
| Yokohama F. Marinos | Japón | 2017-2021 |
| Vissel Kobe         | Japón | 2022-     |

## Palmarés

### Títulos nacionales
| Título             | Club                | País  | Año  |
| ------------------ | ------------------- | ----- | ---- |
| J1 League          | Yokohama F. Marinos | Japón | 2019 |
| J1 League          | Vissel Kobe         | Japón | 2023 |
| Copa del Emperador | Vissel Kobe         | Japón | 2024 |
| J1 League          | Vissel Kobe         | Japón | 2024 |

### Títulos internacionales
| Título              | Club  | País  | Año  |
| ------------------- | ----- | ----- | ---- |
| Campeonato EAFF E-1 | Japón | Japón | 2013 |